# Stigmaphyllon puberum
Stigmaphyllon puberum là một loài thực vật có hoa trong họ Malpighiaceae. Loài này được (Rich.) A.Juss. miêu tả khoa học đầu tiên năm 1840.